# لاباربن

## از نگاه جغرافیای سیاسی
در شمال ایران، استان گیلان، شهرستان رودبار، بخش عمارلو، واقع شده‌است.

## از نگاه جغرافیای طبیعی
منطقه‌ای کوهستانی و در ارتفاعی بیش از ۲۲۰۰ متری از سطح دریا واقع شده‌است.

## از نگاه جغرافیای انسانی
فاقد سکونت دائمی است. در واقع ییلاق محمد خانی‌ها از ساکنان جیرنده شمرده می‌شود. 

## از نگاه جغرافیای جانوری
گراز و موش خرما و سنجاب و روباه از پستانداران غالب منطقه شمرده می‌شوند. خزندگان غالب نیز مارهای سمی می‌باشند. پرندگانی همانند کبک و تیهو و بلدرچین و شانه بسر در لابلای درختان و بوته‌ها به فراوانی دیده می‌شوند.

## ازنگاه جغرافیای گیاهی
رقم‌هایی از بابونه، مهر سلیمان (شقاقل)، گل چای، گل گاوزبان و صدها گونه گیاهی دیگر از خانواده‌های مختلف گیاهی در این منطقه به وفور یافت می‌شوند.

## منبع
- کتاب عمارلو - فصل ییلاق‌های جیرنده - انتشارات جاویدان